# Ферейра, Эдуардо
Эдуардо Энрике Ферейра Пеньярада (исп. Eduardo Enrique Fereira Peñaranda; род. 29 сентября 2000, Валенсия) — венесуэльский футболист, защитник клуба «Академия Пуэрто Кабельо».

## Клубная карьера
Ферейра начал профессиональную карьеру в клубе «Каракас». 9 апреля 2017 года в матче против «Португесы» он дебютировал в венесуэльской Примере, в возрасте 16 лет.

## Международная карьера
В 2017 году Ферейра в составе юношеской сборной Венесуэлы принял участие в юношеском чемпионате Южной Америки в Чили. На турнире он сыграл в матчах против команд Чили, Перу, Колумбии, Эквадора, Аргентины, а также дважды против Бразилии и Парагвая. В поединке против парагвайцев Эдуардо забил гол.